# Zonnebeke
Zonnebeke là một đô thị ở tỉnh Tây Flanders. Đô thị này gồm các làng Beselare, Geluveld, Passendale, Zandvoorde và Zonnebeke proper. Tại thời điểm ngày 1 tháng 1 năm 2006, Zonnebeke có dân số 11.758 người. Tổng diện tích là 67,57 km² với mật độ dân số là 174 người trên mỗi km².
Đô thị này gồm nội ô Zonnebeke, các làng Beselare, Geluveld, Passendale và Zandvoorde.